# Alpine (Wyoming)
Alpine ist eine Stadt (town) im Lincoln County im US-Bundesstaat Wyoming. Das U.S. Census Bureau hat bei der Volkszählung 2020 eine Einwohnerzahl von 1.220 ermittelt.

## Lage
Alpine liegt an der Westgrenze Wyomings und im Norden des Lincoln County etwa 150 nördlich des County Seat Kemmerer auf einer Höhe von 1717 m am Südende des Snake River Canyon (Wyoming), wo der Snake River und der Greys River in die Talsperre Palisades münden. Im Ortsteil Alpine Junction trennen sich die U.S. Highways 26 und 89, die gemeinsam durch den Snake River Canyon führen, voneinander. Der U.S. Highway 26 verläuft entlang der Talsperre nach Norden, während der U.S. Highway 89 nach Süden führt. Zwischen 1948 und 1951 war bei Alpine das westliche Ende des US 26.
Die Stadt hat eine Fläche von 1,81 km², und zwar ausschließlich Landfläche.

## Demografie
Laut United States Census 2010 hatte Alpine 828 Einwohner, davon 441 Männer und 387 Frauen. 189 Einwohner waren unter 20 Jahre alt, 48 über 65.